# عنکبوت‌کش سینه‌رگه‌ای
عنکبوت‌کُش سینه‌رگه‌ای (نام علمی: Arachnothera affinis) گونه‌ای از پرندگان خانواده شهدخواران است که در جاوه و بالی یافت می‌شود. زیستگاه طبیعی آن جنگل‌های جلگه‌ای نمناک نیمه‌گرمسیری یا گرمسیری و جنگل‌های کوهستانی نمناک نیمه‌گرمسیری یا گرمسیری است. گاهی آن را با عنکبوت‌کش سینه‌خاکستری همسان در نظر می‌گیرند.